# Tráng Việt
Tráng Việt là một xã thuộc huyện Mê Linh, thành phố Hà Nội, Việt Nam.
Xã gồm có 4 thôn: Đông Cao, Tráng Việt, Đẹp Thôn, Thụy An.

## Diện tích và dân số
Xã Tráng Việt có diện tích 7,32 km². 
- Theo báo cáo Quy hoạc sử dụng đất đai năm 2001-2010 (do UBND Xã Tráng Việt cung cấp), dân số toàn xã hiện nay là 9943 người, 2175 hộ gia đình. Bình quân 4,57 người/hộ.

Trong đó số dân cư phân bố ở các thôn như sau:
1. Thôn Đông Cao: 4429 người; (976 hộ)
2. Thôn Tráng Việt: 4013 người; (899 hộ)
3. Thôn Đẹp Thôn: 976 người; (195 hộ)
4. Thôn Thụy An: 525 người; (105 hộ).

- Mật độ dân số bình quân toàn xã: 1362,05 người/km²

## Địa giới hành chính
Xã Tráng Việt nằm ở cực nam của huyện Mê Linh, cách huyện lị 6 km, thành phố 18 km. Ranh giới cụ thể như sau:
- Phía đông giáp xã Tiền Phong, huyện Mê Linh và xã Đại Mạch, huyện Đông Anh;
- Phía nam giáp xã Đại Mạch, huyện Đông Anh và các xã Liên Hà, huyện Đan Phượng;
- Phía tây giáp xã Diên Hồng, Liên Trung của huyện Đan Phượng;
- Phía bắc giáp xã Mê Linh, xã Văn Khê của huyện Mê Linh.

Trước năm 1965, xã Tráng Việt có tên là xã Hiệp Lực.

## Địa hình
Tráng Việt là xã thuộc vùng Đồng bằng sông Hồng, phía Tây của xã có con sông Hồng chảy qua và có đoạn đê Trung ương bảo vệ. Địa hình của xã thấp dần theo hướng từ Bắc xuống Nam và từ Tây sang Đông. Cao độ khu vực trong và ngoài đê không chênh nhau lớn. Phía trong đê cao độ từ 8.5m đến 9.5m. Phía ngoài đê cao độ từ 10.9m - 12,4m. 
Nhìn chung địa hình toàn Xã khá bằng phẳng thuận lợi cho việc sản xuất nông nghiệp.

## Khí hậu
- Tráng Việt là một xã nằm trong vùng nhiệt đới gió mùa, một năm chia làm 2 mùa rõ rệt:

```
# Mùa mưa từ tháng 5 đến tháng 10.
# Mùa khô (lạnh) từ tháng 11 đến tháng 4 năm sau.
```

- Khí hậu của xã được thể hiện qua các yếu tố như: Nhiệt độ trung bình hàng năm là 23˚C, nhiệt độ cao nhất và nóng nhất thường vào tháng 5 đến giữa tháng 8 trong năm (nhiệt độ ở mùa này là dao động ở mức từ 32˚C đến 34˚C), nhiệt độ thấp nhất là từ tháng 12 đến tháng 1, 2 năm sau (nhiệt độ từ 12˚C đến 15˚C bình quân) lượng mua trung bình hàng năm là 700mm cao nhất vào tháng 6,7, 8 thấp nhất vào tháng 11, 12 và tháng 1 năm sau.

## Thủy văn, địa chất thủy văn
- Xã Tráng Việt có 3,0 km đê sông Hồng đi qua, chạy dọc theo phía Tây. Sông Hồng là con sông cung cấp nước chính trong việc tưới tiêu cho Xã, phục vụ toàn bộ diện tích đất nông nghiệp, việc tưới tiêu của Xã khá thuận lợi.
- Do địa hình thấp xuống phía Đông Nam và tương đối bằng phẳng, hệ thống tưới tiêu được chủ động, nên những năm gần đây xã Tráng Việt không xảy ra tình trạng khô hạn, ngập úng, mất mùa. Đây là điều kiện rất thuận lợi cho sản xuất nông nghiệp.

## Cảnh quan
Xã Tráng Việt có đường trục chính đô thị Mê Linh chạy qua, có một số cơ sở công nghiệp tạo nên không gian đa diện phong phú, đặc biệt có nhiều không gian mặt nước tạo nên nhiều khu vực sinh thái và chăn nuôi tập trung. Phần lớn diện tích đất nằm ngoài đê sông Hồng. Địa hình bằng phẳng tạo ra nhiều cảnh quan đẹp mang đậm nét đặc trưng của vùng nông thôn Việt Nam.

## Làng Đông Cao
Làng Đông Cao nay thuộc xã Tráng Việt, huyện Mê Linh, Hà Nội. Làng nằm phía trước Đền Hai Bà Trưng, cách Đền Hai Bà một con đê. Trong làng có một ngôi đền thường gọi Đền Ta (đền của làng mình) đền thờ Nữ tướng Hồ Đề- một tướng giỏi của Hai Bà. Tương truyền sau khi thắng trận trở về, Nữ tướng thường dừng ngựa và khao quân tại đây, dân trong làng đi cắt cỏ cho ngựa, đồng thời tổ chức làm tiệc bánh giầy, bánh trôi để dâng cho các tướng sĩ. Sau khi Nữ tướng mất dân làng lập đền thờ để ghi nhớ công lao của Bà và các tướng sĩ.
Đền trước đây gồm đền chính phía trong và đền ngoài. Đền chính hầu như con nguyên vẹn vẻ cổ kính, mái lợp ngói mũi cổ, mũi mái được đắp hình hai con rồng, cửa đền nhìn hướng đông nam; cửa đền đắp tượng hai ông quan văn và quan võ; phía trong có nhiều tượng của tướng Hồ Đề và các phó tướng của Bà. Đền ngoài là một dãy nhà trống;ngay giữa cổng chính vào là Bia ghi tóm tắt về tướng Hồ Đề. Đền được công nhận di tích lịch sử văn hoá năm 1988, do Bộ trưởng Văn hoá Trần Hoàn ký. Hàng năm vào ngày 1 tháng hai làng Đông Cao mở Hội làng. Hội làng có nhiều trò chơi dân gian và thi làm cỗ, văn nghệ giữa các xóm với nhau như: bịt mắt đập niêu, vượt cầu tre, đi xe đốt pháo; thi làm bánh giầy. Ngày nay còn tổ chức thi cầu lông, bóng đá. Riêng đấu vật và cờ tướng thì gồm cả các thôn khác trong xã. Đây cũng là một điểm nằm trong tua du lịch Sông Hồng. Cùng với Đền Hai Bà Trưng, Đình Hạ Lôi - đền thờ Nữ tướng Hồ Đề năm trong quần thể di tích lịch sử Hai Bà Trưng
làng đẹp thôn
có đền thờ nữ Quốc vương thiên tử-Ả Lã Nương Tri Thế kỷ thứ 6 - được công nhận Di tích Lịch sử Văn hóa Năm 2001
Hàng năm Làng mở hội vào ngày 10 tháng 2 Âm Lịch Hội Diễn Ra 5 ngày từ 9 đến 13 có giao lưu dước kiệu giữa hai thôn Đẹp thôn và thôn mạch lũng